# Pelorurus feae
Pelorurus feae är en skalbaggsart som beskrevs av Lewis 1905. Pelorurus feae ingår i släktet Pelorurus och familjen stumpbaggar. Inga underarter finns listade i Catalogue of Life.